# Grzegorz Czeczel
Grzegorz Czeczel herbu Jelita – rotmistrz chorągwi pancernej w 1655 roku, uczestnik wojen z kozakami.
Był członkiem konfederacji tyszowieckiej 1655 roku.